# چاه صبحی
چاه صبحی یا علی‌آباد تقاب روستایی در دهستان خوسف بخش مرکزی شهرستان خوسف استان خراسان جنوبی ایران است.

## جمعیت
بر پایه سرشماری عمومی نفوس و مسکن در سال ۱۳۹۵ جمعیت این روستا ۸۴ نفر (۲۵خانوار) بوده‌است.